# 贝塔斯曼基金会

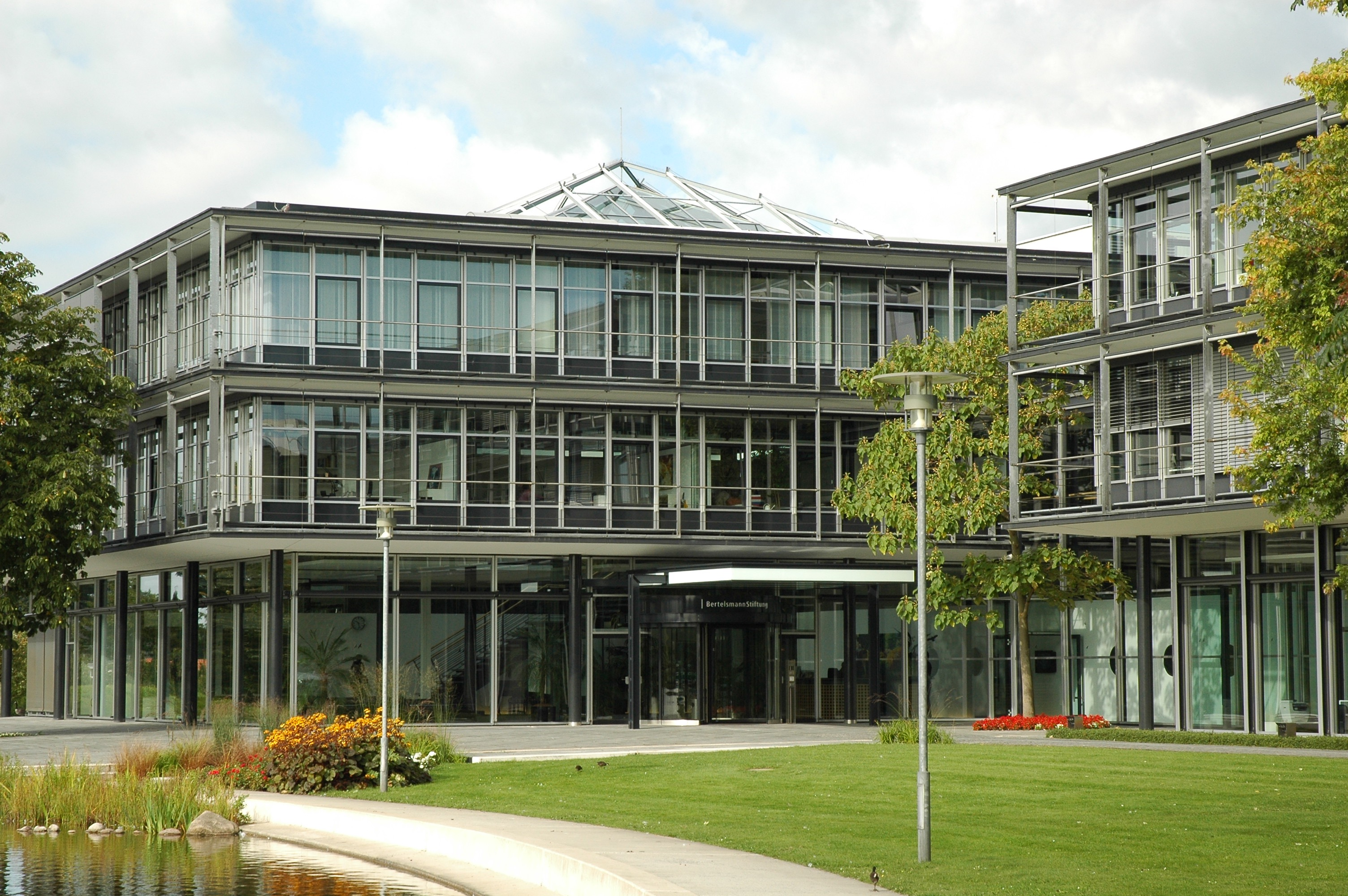
基金会的总部（2007年，居特斯洛）

贝塔斯曼基金会（英語：Bertelsmann Foundation）是德国最大的私人运营的非营利基金会，1977年由Reinhard Mohn创立。截至2013年，贝塔斯曼基金会已持有德国跨国大眾媒體公司贝塔斯曼的77.4%的股份。